# Years & Years (serie de televisión)
Years and Years es una miniserie de televisión británica de 6 capítulos, coproducida por BBC y HBO. Se lanzó en la BBC One en el Reino Unido, el 14 de mayo de 2019 y en la plataforma HBO, el 24 de junio de 2019.
La serie fue creada y escrita por Russell T Davies, con Emma Thompson en el papel de Vivienne Rook, junto a Rory Kinnear, Russell Tovey, Jessica Hynes, Ruth Madeley y Anne Reid como la familia Lyons.

## Sinopsis
La serie, dividida en 6 partes, sigue la vida de los hermanos Lyons, una familia británica de Mánchester: Daniel contrae matrimonio con Ralph, Stephen y Celeste se preocupan por sus hijos, Rosie está buscando un nuevo compañero, y Edith está embarcada en causas humanitarias. Por encima de ellos, está la abuela, la venerable y firme Muriel, nonagenaria. Todas sus vidas convergen en una noche crucial de 2019, y la historia se proyecta hacia el futuro, siguiendo la vida y amores de los Lyons durante los siguientes 15 años, relatando como el Reino Unido está enrocado en una inestable situación política, económica y tecnológica.

## Reparto
- Emma Thompson como Vivienne Rook MP, carismática y controvertida mujer de negocios que se perfila en la carrera política.
- Rory Kinnear como Stephen Lyons, asesor financiero, que vive en Londres junto a su mujer, Celeste, y sus dos hijas: Bethany y Ruby.
- T'Nia Miller como Celeste Bisme-Lyons, esposa de Stephen.
- Russell Tovey como Daniel Lyons, oficial de vivienda de Mánchester, hermano de Stephen, Rosie y Edith.
- Jessica Hynes como Edith Lyons, la hermana mayor de los Lyons, activista política.
- Ruth Madeley como Rosie Lyons, la hermana pequeña de los Lyons, con espina bífida, que es madre soltera de dos hijos: Lee y Lincoln.
- Anne Reid como Muriel Deacon, la abuela de la familia Lyons.
- Dino Fetscher como Ralph Cousins, exmarido de Daniel.
- Lydia West como Bethany Bisme-Lyons, hija mayor de Stephen y Celeste.
- Jade Alleyne como Ruby Bisme-Lyons, hija menor de Stephen y Celeste.
- Maxim Baldry como Viktor Goraya, un refugiado ucraniano.
- Sharon Duncan-Brewster como Fran Baxter, una cuentacuentos, cantante y activista, amiga de Daniel.

## Producción

### Desarrollo
En junio de 2018, la BBC anunció que Russell T Davies escribiría el guion de Years and Years, el cual fue descrito como "Un drama épico que sigue a una familia durante más de 15 años de inestables avances políticos, económicos y tecnológicos.". Davies señaló que estuvo intentando escribir esta serie durante casi dos décadas.
En octubre de 2018, se anunció que Emma Thompson se uniría al reparto como Vivienne Rook, junto a Rory Kinnear, T'Nia Miller, Russell Tovey, Jessica Hynes, Lydia West, Ruth Madeley y Anne Reid. El casting de Years and Years fue dirigido por Andy Prior. También se anunció que la serie sería dirigida por Simon Cellan Jones.
El rodaje comenzó en Mánchester el 12 de octubre de 2018 y finalizó el 17 de marzo de 2019. Las localizaciones también incluyeron Trafford Park, para el campo de refugiados y Altcar Training Camp (Liverpool), para el lugar llamado "Erstwhile" (Otrora).

## Episodios
| N.º | Título      | Dirigido por       | Escrito por      | Fecha de emisión original | Audiencia (millones) | Año representado |
| --- | ----------- | ------------------ | ---------------- | ------------------------- | -------------------- | ---------------- |
| 1   | «Episode 1» | Simon Cellan Jones | Russell T Davies | 14 de mayo de 2019        | 4.26                 | 2019-24          |
| 2   | «Episode 2» | Simon Cellan Jones | Russell T Davies | 21 de mayo de 2019        | 2.297                | 2025             |
| 3   | «Episode 3» | Simon Cellan Jones | Russell T Davies | 28 de mayo de 2019        | 1.29                 | 2026             |
| 4   | «Episode 4» | Simon Cellan Jones | Russell T Davies | 4 de junio de 2019        | 2.173                | 2027             |
| 5   | «Episode 5» | Lisa Mulcahy       | Russell T Davies | 11 de junio de 2019       | 2.239                | 2028             |
| 6   | «Episode 6» | Lisa Mulcahy       | Russell T Davies | 18 de junio de 2019       | 2.611                | 2029-34          |

## Emisión
La serie fue emitida por BBC One en el Reino Unido, BBC First en Países Bajos y Bélgica, HBO en Estados Unidos, México, Latinoamérica, Polonia y España, y Canal+ en Francia.

## Recepción

### Crítica
En la web Rotten Tomatoes, obtuvo una aprobación del 89% basado en 62 críticas profesionales y un 89% basado en 133 críticas del público. El sitio web consensuó que: "Years and Years scathingly critiques the present with a nihilistic projection of the future, leavening the devastating satire with a buoyant sense of humour and characters who are easy to become invested in." En Metacritic, la serie ha conseguido una media de 77 sobre 100, basado en 20 críticas, indicando: "generally favorable reviews".